# メダル・オブ・ブレイヴリー (カナダ)
メダル・オブ・ブレイヴリー (英語: Medal of Bravery, フランス語: Médaille de la Bravoure) はカナダの栄典制度において勇敢な行為を讃える章としては3番目に高位の勲章で、カナダ国王の名の下にカナダ総督から授与される3つの章のうちの1つである。1972年に制定され、生存・死去を問わず「危険な状況において勇気ある行動を示した者」に授与される。また、受章者はM.B.のポスト・ノミナル・レターズを使用することを許される。

## デザイン
メダル・オブ・ブレイヴリーは直径31.8ミリメートル（1.25インチ）の銀メダルで、中央に聖エドワード王冠を戴いたカナダ国王のロイヤル・サイファーがあしらわれ、周囲には"BRAVERY • BRAVOURE "の文字が書かれている。裏面には月桂冠に囲まれたメイプルリーフがあしらわれ、受章者の名前はメダルの外縁部に彫り込まれる。
メダルは31.8mミリメートル幅で赤地に3本の青いストライプが入った綬をもって左胸に佩用する。
男性は胸に吊り下げ、女性はリボン・ボウにピン留めする。
過去に受章した者が再受章した際には、メイプルリーフをあしらった磨き上げた銀のメダルバーが授与され、最初に受章したメダルの綬に取り付けて佩用するようになっている。

## 受章資格と授与
1972年5月1日にピエール・トルドー内閣の助言に基づいてエリザベス2世女王により勇敢な行為を讃える勲章として制定された。カナダ人か否か、または生死にかかわらず、すべての人に受章資格があり、総督府への推薦により選考される。
「勇敢な行為」はカナダ国内でなくてもよく、カナダ人が為したものでなくてもよいが、カナダ人が関係していることが求められる。推薦は「勇敢な行為」が為された時か、被推薦者に関連する裁判などの法的な手続きが完了した時のいずれか遅い方から2年以内に行わなければならない。
2009年8月の時点では2,478人に授与されており、うち1人（チャールズ・スタンレー・ウィンザー、Charles Stanley Winsor）は2度受章している。

## 受章者
ここでは著名な受章者を列挙する。
- Charles Stanley Winsor MB*,　1990年8月27日受章[6] 。1999年5月10日にはメダルバーを受章。
- Robert Binder MB,　2010年11月26日受章[7]
- Mary Margaret 'Diane' Brock MB,　1977年12月2日受章[8]
- Dennis Robinson MB CD,　1984年5月7日受章[9]
- Joseph Jacques Mario Charette MB,　1994年2月1日受章[10]
- Konrad Lionel Shourie MB,　2002年4月18日受章[11]
- Éric Fortier MB,　2002年4月18日受章[12]
- M. Mohamed Chelali MB,　2003年6月19日受章[13]
- Paul Landry MB, 　2002年2月26日受章[14]
- John Boyarski MB, 　1989年8月19日受章[15]
- Gerry Dawson  MB, 　1999年5月10日受章[16]